# UEFA Europa League finalen 2010
UEFA Europa League finalen 2010 var en fodboldkamp der blev spillet den 12. maj 2010. Kampen blev spillet foran 49.000 tilskuere på Volksparkstadion i den nordtyske by Hamborg, og skulle finde vinderen af UEFA Europa League 2009-10. De deltagende hold var spanske Atlético Madrid og engelske Fulham.
Den var kulminationen på den 39. sæson i Europas næststørste klubturnering for hold arrangeret af UEFA, og den første finale siden turneringen skiftede navn fra UEFA Cup til UEFA Europa League. Med en sejr på 2-1 efter forlænget spilletid, sikrede Atlético sig sin første triumf i turneringen, i sin første finaledeltagelse. Det var Fulhams første europæiske finale, i deres anden europæiske sæson.
Kampen blev ledet af den italiensk dommer Nicola Rizzoli.

## Detaljer
| 12. maj 2010 20:45 |

| Atlético Madrid  | 2 – 1 e.f.s | Fulham             |
| ---------------- | ----------- | ------------------ |
| Forlán 32', 116' | Rapport     | 37' Simon Davies · |

| Volksparkstadion, Hamborg Tilskuere: 49.000 Dommer: Nicola Rizzoli (Italien) |

| Atlético Madrid | Fulham |